# Gastrinoma
Il gastrinoma è una neoplasia, sovente localizzata nel duodeno o nel pancreas endocrino (nel 5% dei casi il gastrinoma può localizzarsi lungo le vie biliari, il mesentere, le stazioni linfonodali, il fegato o lo stomaco), che origina dalle cellule del sistema neuroendocrino secernenti gastrina. In questo senso, il gastrinoma appartiene alla categoria dei tumori neuroendocrini gastrointestinali (TNE).
Nella maggior parte dei casi (60-90%) si tratta di una neoplasia maligna.

## Anatomia patologica
I gastrinomi si presentano come masse solide, bianco-grigiastre o giallastre, diffuse ai tessuti circostanti o talora confinate all'interno di una pseudocapsula. La massa tumorale può presentare una necrosi interna e, nei casi di prossimità al canale intestinale, ulcerazione della parete luminale (adiacente al canale). L'osservazione istologica permette di distinguere cellule uniformi disposte a formare trabecolature (disposizione "a palizzata") o strutture pseudo-ghiandolari. I nuclei cellulari hanno un aspettato sfumato, regolare e simmetrico, mentre il citoplasma può presentare strutture endosomiali secretive contenenti gastrina (dimostrabile con colorazioni o ricerche immunometriche specifiche) ma anche polipeptide pancreatico, insulina e talora somatostatina. Nel contesto tumorale è anche possibile riconoscere psedo-rosette perivascolari (cellule disposte a raggiera ammassate intorno ai vasi).

## Profilo clinico
Un gastrinoma può manifestarsi clinicamente per la comparsa di segni e/o sintomi dipendenti o dalla presenza di un'ipersecrezione di gastrina o dall'effetto massa/metastasi propria del tumore. La gastrina è infatti responsabile di ipersecrezione gastrica dovuta a stimolo ed iperproliferazione delle cellule parietali dello stomaco, con aumentata produzione di acido cloridrico, responsabile di ulcerazioni del tratto gastroenterico (stomaco, duodeno ed intestino tenue), diarrea a carattere cronico e reflusso gastroesofageo. L'associazione di questi sintomi e di dolore addominale in presenza di aumento della produzione di gastrina compone l'entità nosologica chiamata sindrome di Zollinger-Ellison. Il gastrinoma può essere inoltre presente in una sindrome MEN di tipo 1. L'effetto massa della neoplasia può invece estrinsecarsi con stenosi duodenali e conseguente occlusione, ittero per la presenza di stenosi neoplastica del coledoco e dei dotti biliari o per la presenza di metastasi epatiche e altri sintomi dipendenti dalla localizzazione delle lesioni ripetitive.

## Profilo diagnostico
Il gastrinoma deve essere sempre sospettato nei pazienti affetti da ulcere peptiche multiple e/o a localizzazione insolita associate a diarrea cronica. Tali ulcere possono essere inoltre insolitamente resistenti alla terapia con inibitori di pompa protonica o anti-istaminergici e associarsi ad una iperplasia gastrica. Il sospetto di gastrinoma può essere confermato dalla presenza di un pH gastrico diminuito (pHmetria delle 24 ore) associato ad ipergastrinemia a digiuno (livelli di gastrina nel sangue oltre la norma), avendo cura di sospendere gli inibitori di pompa protonica almeno una settimana prima del saggio ematico.
La localizzazione della sede tumorale, fondamentale per la stadiazione della neoplasia e per la programmazione terapeutica), avviene tramite l'ausilio dell'ecografia transaddominale o endoluminale, della TC con mezzo di contrasto e della risonanza magnetica. Altre metodiche di localizzazione comprendono l'arteriografia (che permette anche la misurazione della gastrinemia nelle vene regionali dopo infusione di secretina) e in alcuni casi la scintigrafia.

## Terapia
La terapia è in primo luogo indirizzata a limitare il contesto sindromico dovuto all'ipergastrinemia. Il tal senso risultano utili elevate dosi di inibitori di pompa protonica (lansoprazolo, esomeprazolo, omeprazolo, pantoprazolo) o antagonisti del recettore H2 come la ranitidina. Attuata tale terapia è comunque necessaria la resezione chirurgica del gastrinoma. Nei pazienti senza metastasi epatiche (40%) i tassi di guarigione si attestato tra il 30% e il 60%. Nei pazienti con metastasi epatiche isolate, la chirurgia rimane comunque la metodica di riferimento. La chemioterapia, prevista per la malattia localmente avanzata o disseminata, si compone di schemi a 3 farmaci tra cui la streptozotocina, la doxorubicina, gli analoghi della somatostatina (lanreotide), il cisplatino e talora l'interferone. In fase di studio è invece la terapia con analoghi della somatostatina marcati con isotopi radioattivi, con risultati incoraggianti.